# BC Oostende
O BC Oostende, chamado também de Filou Oostende por motivos de patrocinadores, é um clube profissional de basquetebol sediado na cidade de Oostende, Bélgica que atualmente disputa a Liga Belga e a Liga dos Campeões. Foi fundado em 1970 e manda seus jogos na Sleuyter Arena que possui capacidade de 5.000 espectadores.

## Temporada
| Temporada | Nível | Liga | Pos. | Resultado         | Copa da Bélgica   | Competições Europeias | Competições Europeias |
| --------- | ----- | ---- | ---- | ----------------- | ----------------- | --------------------- | --------------------- |
| 2000–01   | 1     | BLB  | 1    | Campeão           | Campeão           | 1 SuproLiga           | 8a                    |
| 2001–02   | 1     | BLB  | 1    | Campeão           | –                 | 1 Euroliga            | TR                    |
| 2002–03   | 1     | BLB  | 3    | Semifinalista     | –                 | 2 ULEB Cup            | TR                    |
| 2003–04   | 1     | BLB  | 4    | Semifinalista     | Finalista         | 3 Europe League       | EF                    |
| 2004–05   | 1     | BLB  | 4    | Semifinalista     | –                 | 2 ULEB Cup            | TR                    |
| 2005–06   | 1     | BLB  | 1    | Campeão           | –                 | –                     | –                     |
| 2006–07   | 1     | BLB  | 2    | Campeão           | –                 | 2 ULEB Cup            | TR                    |
| 2007–08   | 1     | BLB  | 3    | Quartas de Finais | Campeão           | 2 ULEB Cup            | TR                    |
| 2008–09   | 1     | BLB  | 7    | –                 | –                 | 3 EuroChallenge       | TR                    |
| 2009–10   | 1     | BLB  | 3    | Semifinalista     | Campeão           | –                     | –                     |
| 2010–11   | 1     | BLB  | 4    | Semifinalista     | Finalista         | 3 EuroChallenge       | 3º                    |
| 2011–12   | 1     | BLB  | 1    | Campeão           | –                 | 2 Eurocup             | TR                    |
| 2012–13   | 1     | BLB  | 1    | Campeão           | Campeão           | 2 Eurocup             | TR                    |
| 2013–14   | 1     | BLB  | 1    | Campeão           | Campeão           | 2 Eurocup             | L32                   |
| 2014–15   | 1     | BLB  | 1    | Campeão           | Campeão           | 2 Eurocup             | L32                   |
| 2015–16   | 1     | BLB  | 1    | Campeão           | Campeão           | 2 Eurocup             | 8ªs                   |
| 2016–17   | 1     | BLB  | 1    | Campeão           | Campeão           | 2 Eurocup             | SM                    |
| 2017–18   | 1     | BLB  | 1    | Campeão           | Campeão           | 4 Copa Europa         | 8ªs                   |
| 2018–19   | 1     | BLB  | 2    | Campeão           | Finalista         | 4 Copa Europa         | QF                    |
| 2019–20   | 1     | BLB  | 1    | Campeão           | Quartas de finais | 3 Liga dos Campeões   | 8ªs                   |
| 2020-21   | 1     | BLB  | 1    | Campeão           | Campeão           | 3 Liga dos Campeões   | TR                    |

## Títulos
- 22x  1981, 1982, 1983, 1984, 1985, 1986, 1988, 1995, 2001, 2002, 2006, 2007, 2012, 2013, 2014, 2015, 2016, 2017, 2018, 2019, 2020,2021
- 20x  Copas da Bélgica:  1961–62, 1978–79, 1980–81, 1981–82, 1982–83, 1984–85, 1988–89, 1990–91, 1996–97, 1997–98, 2000–01, 2007–08, 2009–10, 2012–13, 2013–14, 2014–15, 2015–16, 2016–17, 2017–18, 2020-2021
- 11x  Supercopas da Bélgica: 1981, 1982, 1988, 1989, 1998, 2000, 2006, 2014, 2015, 2017, 2018
- 1x  Copa do BeNeLux 1988

## Denominações
Em razão de patrocinadores o clube variou de denominação:
- Sunair Oostende: (1970–1999)
- Telindus Oostende: (1999–2008)
- Base Oostende: (2008–2010)
- Telenet Oostende: (2010–2017)
- Filou Oostende: (2018-presente)

## Camisas Aposentadas
|    | Veselin Petrović |
|    |                  |
| 10 |                  |
|    |                  |